# Oxid lanthanitý
Oxid lanthanitý je anorganická sloučenina s chemickým vzorcem La2O3. Patřím mezi oxidy lanthanu, ve kterém je lanthan v oxidačním stavu III. Používá se v některých feroelektrických materiálech, jako součást optických materiálů a katalyzátorů.

## Vlastnosti
Oxid lanthanitý je bazická bílá pevná látka, která není rozpustná ve vodě, ale je rozpustná v kyselých roztocích. Oxid lanthanitý absorbuje vlhkost ze vzduchu, čímž vzniká hydroxid lanthanitý. Oxid lanthanitý je polovodič typu P se zakázaným pásem 5,8 eV. Při pokojové teplotě je jeho rezistivita 10 kΩ·cm. Ocid lanthanitý má nejnižší mřížkovou energii z oxidů vzácných zemin s má vysokou hodnotu permitivity ε = 27.
Oxid lanthanitý se vyskytuje ve dvou krystalových modifikacích. α-modifikace je v šesterečné soustavě a krystalizuje v prostorové grupě P3m1 (číslo 164) s parametry mřížky a = 394,5 pm a c = 615,1 pm. β-modifikace je v krychlové soustavě a krystalizuje v prostorové grupě Ia3 (číslo 206) typu korundu s parametry mřížky 1140 pm.